# Sankt Jakob-Park
|  | No s'ha de confondre amb Estadi de Sankt Jakob. |

L'estadi  Sankt Jakob-Park (?·pàg.) (en català: Parc de Sant Jacob) és un estadi de futbol de la ciutat de Basilea a Suïssa. És la seu dels partits com a local del FC Basel. La seva capacitat és d'uns 40.000 espectadors.
Està construït al mateix lloc que l'antic estadi de Sankt Jakob, que va ser inaugurat el 25 d'abril de 1954 amb l'amistós entre la Selecció de Suïssa i la d'Alemanya. Va patir una demolició i una posterior reconstrucció iniciada el 13 de desembre del 1998. Ha estat dissenyat per la companyia suïssa Herzog & de Meuron.
L'estadi és propietat de l'empresa Genossenschaft SJP, encara que és gestionat per la companyia Basel United Stadion-Management AG.